# Яред Баєг
Яред Баєг Белай (амх. ያሬድ ባየህ በላይ; нар. 22 січня 1995, Бахр-Дар, Ефіопія) — ефіопський футболіст, центральний захисник клубу «Фазіл Кенема» та національної збірної Ефіопії.

## Клубна кар'єра
Футбольну кар'єру розпочав у «Дашен Бірі». У сезоні 2015/16 років дебютував у вище вказаному клубі в Прем'єр-лізі Ефіопії. У 2016 році перейшов до «Фазіл Кенеми». У сезоні 2020/21 років разом з вище вказаним клубом виграв чемпіонат Ефіопії.

## Кар'єра в збірній
За національну збірну Ефіопії дебютував 21 листопада 2015 року в програному (0:1) поєдинку Кубку КЕСАФА 2015 проти Руанди в Аддис-Абебі. 23 грудня 2021 року опинився у списку гравців, які поїхали на Кубок африканських націй 2021 року. На вище вказаному турнірі зіграв два поєдинки групового етапу: проти Кабо-Верде (0:1) та Буркіна-Фасо (1:1).
Першим голом за національну збірну відзначився 4 серпня 2019 року в переможному (4:3) поєдинку чемпіонату Африканських націй 2020 року проти Джибуті. 

## Статистика виступів

### У збірній
| Дата       | Місто        | Господарі   | Результат               | Гості        | Турнір                                    | Голи | Примітки |
| ---------- | ------------ | ----------- | ----------------------- | ------------ | ----------------------------------------- | ---- | -------- |
| 21-11-2015 | Аддис-Абеба  | Ефіопія     | 0 – 1                   | Руанда       | Кубок КЕСАФА 2015 - 1-й раунд             | -    | 24'      |
| 28-11-2015 | Аваса        | Ефіопія     | 1 – 1                   | Танзанія     | Кубок КЕСАФА 2015 - 1-й раунд             | -    | 54'      |
| 30-11-2015 | Аддис-Абеба  | Ефіопія     | 1 – 1 д.ч. (4 - 3 п.п.) | Танзанія     | Кубок КЕСАФА 2015 - 1/4 фіналу            | -    | 46'      |
| 5-12-2015  | Аддис-Абеба  | Ефіопія     | 1 – 1 д.ч. (5 - 4 п.п.) | Судан        | Кубок КЕСАФА 2015 - Матч за 3-тє місце    | -    | 46'      |
| 9-1-2016   | Аддис-Абеба  | Ефіопія     | 1 – 1                   | Нігер        | товариський матч                          | -    |          |
| 21-1-2016  | Бутаре       | Камерун     | 0 – 0                   | Ефіопія      | квал. ЧАН 2016                            | -    | 74'      |
| 25-1-2016  | Кігалі       | Ефіопія     | 1 – 2                   | Ангола       | квал. ЧАН 2016                            | -    |          |
| 26-7-2019  | Джибуті      | Джибуті     | 0 – 1                   | Ефіопія      | квал. ЧАН 2016                            | -    |          |
| 4-8-2019   | Дире-Дауа    | Ефіопія     | 4 – 3                   | Джибуті      | квал. ЧАН 2016                            | 1    |          |
| 4-9-2019   | Бахр-Дар     | Ефіопія     | 0 – 0                   | Лесото       | Відбір до ЧС 2022                         | -    |          |
| 8-9-2019   | Масеру       | Лесото      | 1 – 1                   | Ефіопія      | Відбір до ЧС 2022                         | -    |          |
| 22-9-2019  | Мекеле       | Ефіопія     | 0 – 1                   | Руанда       | квал. ЧАН 2016                            | -    |          |
| 22-10-2020 | Аддис-Абеба  | Ефіопія     | 2 – 3                   | Замбія       | товариський матч                          | -    | 79'      |
| 6-11-2020  | Аддис-Абеба  | Ефіопія     | 2 – 2                   | Судан        | товариський матч                          | -    |          |
| 13-11-2020 | Ніамей       | Нігер       | 1 – 0                   | Ефіопія      | Відбір до Кубка африканських націй 2021   | -    |          |
| 17-11-2020 | Аддис-Абеба  | Ефіопія     | 3 – 0                   | Нігер        | Відбір до Кубка африканських націй 2021   | -    |          |
| 17-3-2021  | Бахр-Дар     | Ефіопія     | 4 – 0                   | Малаві       | товариський матч                          | -    |          |
| 24-3-2021  | Бахр-Дар     | Ефіопія     | 4 – 0                   | Мадагаскар   | Відбір до Кубка африканських націй 2021   | -    |          |
| 30-3-2021  | Абіджан      | Кот-д'Івуар | 3 – 1                   | Ефіопія      | Відбір до Кубка африканських націй 2021   | -    |          |
| 26-8-2021  | Бахр-Дар     | Ефіопія     | 0 – 0                   | Сьєрра-Леоне | товариський матч                          | -    |          |
| 29-8-2021  | Бахр-Дар     | Ефіопія     | 2 – 1                   | Уганда       | товариський матч                          | -    |          |
| 3-9-2021   | Кейп-Кост    | Гана        | 1 – 0                   | Ефіопія      | Відбір до ЧС 2022                         | -    |          |
| 7-9-2021   | Бахр-Дар     | Ефіопія     | 1 – 0                   | Зімбабве     | Відбір до ЧС 2022                         | -    |          |
| 9-10-2021  | Бахр-Дар     | Ефіопія     | 1 – 3                   | ПАР          | Відбір до ЧС 2022                         | -    |          |
| 12-10-2021 | Йоганнесбург | ПАР         | 1 – 0                   | Ефіопія      | Відбір до ЧС 2022                         | -    |          |
| 30-12-2021 | Лімбе        | Ефіопія     | 3 – 2                   | Судан        | товариський матч                          | -    |          |
| 9-1-2022   | Яунде        | Ефіопія     | 0 – 1                   | Кабо-Верде   | Кубок африканських націй 2021 - 1-й раунд | -    | 12'      |
| Усього     |              | Матчів      | 27                      |              | Голів                                     | 1    |          |

## Досягнення

### Клубні
«Фазіл Канема»
- Прем'єр-ліга Ефіопії
  -  Чемпіон (1): 2020/21

- Кубок Ефіопії
  -  Володар (1): 2019

### У збірній
Ефіопія
- Кубок КЕСАФА
  -  Бронзовий призер (1): 2015